# Tin Man (Stargate SG-1)
Tin Man (Hombre mécanico en Latinoamérica, El hombre de hojalata en España) es el décimo noveno  episodio de la primera temporada de la serie de televisión de ciencia ficción Stargate SG-1.

## Trama
El SG-1 llega a P3X-989 y encuentra un complejo enorme, pero mientras lo están inspeccionando son dejados inconscientes por una misteriosa luz. Momentos más adelante se despiertan una sala, con ropas diferentes. Allí hallan a un extraño hombre llamado Harlan, que les dice que fueron mejorados. El equipo pronto se da cuenta de que efectivamente están “mejores” (pueden hacer cálculos complicadísimos en cuestión de segundos). Desconcertados y a pesar de las advertencias de Harlan, vuelven a la Tierra. En el SGC, la Dra. Fraiser los examina, y queda estupefacta al descubrir que no son humanos, sino robots. Son confinados entonces en una celda, donde deducen que Harlan debió de algún modo traspasar sus conciencias a cuerpos biónicos. Sin embargo, pronto comienzan a decaer, ya que al parecer les falta energía. Logran convencer al General Hammond que les permita volver a P3X-989. Al llegar, comienzan a sentirse mejor, lo que indica que ese lugar les debe suministrar la energía. Obligan entonces a Harlan a deshacer lo que sea que les hizo, pero dice que es imposible.
El mismo Harlan resulta ser un robot, y les explica que era miembro de una raza antigua extinta que, para preservar sus conocimientos y tecnologías, se colocaron en esos cuerpos biónicos que les permitirían vivir casi eternamente (él tiene casi 11000 años). Pronto, en el complejo empiezan haber fallas y el equipo debe ayudar a Harlan a resolverlo. Pero una vez lo hacen, Teal'c ataca al Coronel O'Neill, y Harlan se ve obligado a desintegrarlo. Él les explica que Teal'c se comportó así debido a que albergaba 2 conciencias en su cabeza (la de Teal'c y la de su simbionte). No obstante, Harlan les dice que Teal'c estará bien. El equipo no entiende esto, y deciden seguirlo. Lo hallan en una sala, creando un nuevo Teal'c biónico. Ellos le preguntan cómo puede hacer uno nuevo, sin tener la conciencia de Teal'c (ya que se supone que esta se destruyó junto con el anterior robot). El SG-1 entonces se da cuenta de la realidad, y Harlan no halla otra opción más que mostrarles. Los lleva a una sala en donde el verdadero SG-1 se encuentra atrapado. Harlan les revela que por eso no podía volverlos a la normalidad. Él planeaba regresar al SG-1 original a su mundo, sin decirles palabra alguna de sus copias, mientras esperaba que el SG-1 Biónico permaneciera con él y le ayudara a mantener el complejo.
Después de un período pequeño de confusión entre el equipo verdadero y el SG-1 biónico, el equipo robótico decide permanecer con Harlan y se compromete a enterrar el Stargate (ya que en caso contrario O'Neill mandará una bomba), en tanto el SG-1 verdadero vuelve tranquilo a casa.

## Artistas invitados
- Jay Brazeau como Harlan.
- Teryl Rothery como la Dra. Janet Fraiser.